# Atractosteus spatula
El catán (Atractosteus spatula) es un pez Lepisosteiformo de la familia Lepisosteidae, el más grande de los pejelagartos, que, a diferencia de otros peces de su familia, posee una doble fila de dientes en su maxilar superior.

## Características
Tiene hocico corto con la mandíbula inferior un poco más corta que la superior. Es de tamaño grande, alcanzando 280 cm de longitud en machos, y un peso de 200 kg. Es pardo oliváceo oscuro por encima y blanco amarillento por debajo. Tiene manchas oscuras marrones en todas las aletas, sobre todo en las caudales. Puede presentar una línea clara en sus flancos.

## Alimentación
Se alimenta principalmente de otros peces, aunque también crustáceos como cangrejos o camarones, e incluso tortugas, aves acuáticas u otras aves y pequeños mamíferos.

## Hábitat
Vive en las partes bajas de los ríos, donde éstos son lentos. También se le puede encontrar en estuarios y lagunas. Puede tolerar altas temperaturas y a menudo se encuentra en la superficie prefiriendo las zonas abiertas para nadar.

## Distribución
Se encuentra desde la cuenca del Misisipi en los Estados Unidos, con presencia también en el sur de los estados de Ohio e Illinois, hasta el Golfo de México y el río Encofina en Florida. Hay datos de su presencia también en los ríos Trinity y Grande (Tejas), Blue Bayou (Luisiana) y en el río Blakeley (Alabama). Su distribución en México se extiende hasta el estado de Veracruz.
Esta especie se ha introducido en Tailandia para la pesca deportiva, en zonas como el lago Bung Sam, cerca de Bangkok, donde depreda y causa graves daños a la ictiofauna local y se dice que en la República Dominicana lo han encontrado así como en Puerto Rico en el lago de Patillas.